# 清溪縣 (雍正)
清溪縣，是四川省清代所屬的一個縣，民國改名漢源縣。

## 歷史沿革
- 古西夷莋都侯國。
- 西漢漢武帝元鼎六年（前111年）定西夷，以莋都為沈黎郡，兼置旄牛縣，天漢四年（前97年）省沈黎郡，以旄牛縣屬蜀郡，為西部都尉治。
- 東漢屬屬國都尉。
- 蜀漢屬漢嘉郡。
- 晉代因之，永嘉之亂後李雄據蜀，復置沈黎郡。穆帝永和中蜀平，郡廢。
- 劉宋復置沈黎郡。
- 蕭齊曰沈黎獠郡。
- 後周開越雋，置黎州，尋廢。
- 隋代開皇中置沈黎縣，仁壽末兼置登州，大業初州廢，分置漢源縣，以縣屬臨邛郡，後沈黎縣廢。
- 唐代武德元年（618年）於漢源縣復置登州，九年（626年）州廢，還屬雅州。貞觀二年（628年）以縣屬隽州，永徽五年（654年）還屬雅州，大足元年（701年）始以縣置黎州，神龍三年（707年）州廢，開元四年（716年）復置，天寶初改洪源郡，乾元初復曰黎州，領羈縻五十五州，屬劍南道。
- 五代屬蜀。
- 宋代曰黎州漢源郡，仍領羈縻五十四州，屬成都路。
- 元代曰黎州，屬吐蕃等處宣慰司都元帥府。
- 明代洪武八年（1375年），以州治漢源縣省入，改為黎州長官司，十一年（1378年）升黎州安撫司，屬四川承宣布政使司，萬曆二十四年（1596年）降為千戶所，直隸四川都司。
- 清代初改曰黎大所，雍正八年（1730年）改為清溪縣，屬雅州府[1]。
- 民國改名漢源縣。